# Chirotica nigrithorax
Chirotica nigrithorax är en stekelart som beskrevs av Horstmann 1983. Chirotica nigrithorax ingår i släktet Chirotica och familjen brokparasitsteklar. Inga underarter finns listade i Catalogue of Life.